# جزر قنابي
جزر قنابي (الاسم العلمي:Daucus involucratus) هو نوع من النباتات يتبع جنس الجزر من الفصيلة الخيمية.